# Laccoptera excavata
Laccoptera excavata es una especie de insecto coleóptero de la familia Chrysomelidae.
Fue descrita científicamente en 1855 por Carl Henrik Boheman.